# Elbenia javanica
Elbenia javanica är en insektsart som beskrevs av Heinrich Hugo Karny 1926. Elbenia javanica ingår i släktet Elbenia och familjen vårtbitare. Inga underarter finns listade i Catalogue of Life.